# Paul Sérusier
Paul Sérusier (n. 9 noiembrie 1864, Paris, Franța – d. 7 octombrie 1927, Morlaix, Bretagne, Franța) a fost un pictor post-impresionist francez, aparținând grupului de pictori cunoscuți sub numele de "Les Nabis".

## Viața și opera

### Educație
Paul Sérusier s-a născut la Paris pe 9 noiembrie 1864, într-o familie înstărită. Tatăl lui, om de afaceri în industria parfumurilor, i-a asigurat o educație aleasă. În 1875, este admis la liceul Condorcet, unde studiază științele naturale, filosofia, limbile latină și greacă. La absolvire, în 1883, obține două diplome, în filosofie și științe. În liceu îi cunoaște pe Maurice Denis și pe Édouard Vuillard, care îi sunt colegi și cu care va întreține o prietenie durabilă.
În 1885, după ce a lucrat o scurtă perioadă în întreprinderea unui amic al familiei, se înscrie la "Academia Julian" pentru a studia pictura. În vara anului 1888, Sérusier călătorește în Bretania. Această călătorie marchează o cotitură în viața lui, în primul rând pentru că se întâlnește cu Paul Gauguin la Pont-Aven, care îi dă sfaturi prețioase cu privire la pictură. Acesta îl încurajează să se debaraseze de constrângerea imitativă în pictură, să folosească culorile pure, vii, să nu ezite în a exagera propriile viziuni, să dea creațiilor sale o logică proprie, decorativă și simbolică. Revine la Paris cu un tablou pictat sub îndrumarea lui Gauguin, care trezește entuziasmul prietenilor săi. Tabloul capătă denumirea Le Talisman ("Talismanul").

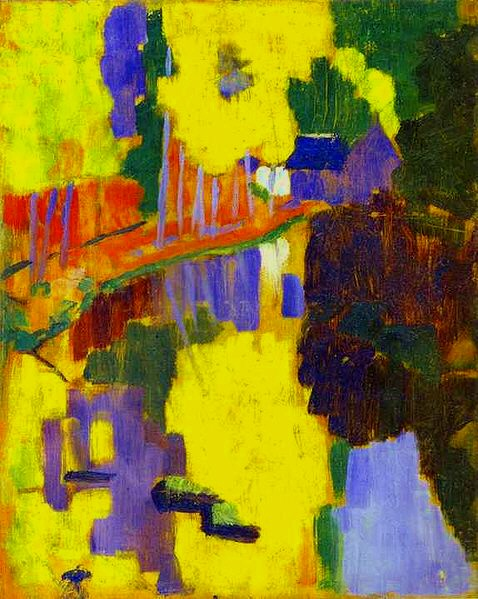
"Talismanul", 1888

Tabloul este caracterizat prin suprafețe mari, colorate, și prin claritatea tonurilor aplicate pe aceste suprafețe. Peisajul este aproape fără forme, deoarece ia ființă din sinteza movului, cinabrului, verdelui veronesian și a altor culori pure.

### Grupul artisticLes Nabis
Împreună cu Pierre Bonnard, Maurice Denis, Henri-Gabriel Ibels și Paul Ranson, care împărtășeau ideile sale, Sérusier formează gruparea Les Nabis (din limba ebraică: "nebiim" înseamnă "profet" sau "persoană care primește semne din lumea de dincolo"). Ei se întâlnesc cu regularitate, dezbătând diverse teorii ale artei, discutând despre simbolism, ocultism, esoterism etc. Mai târziu, la acest grup se alătură Armand Seguin, Édouard Vuillard și Ker-Xavier Roussel. După plecarea lui Paul Gauguin în Tahiti, în 1891, grupul se destramă, fiecare pictor luând o direcție individuală.
În vara anului 1892 Sérusier s-a întors în Bretania, în micul sat Huelgoat, unde a rămas timp de doi ani. Aici pictează figuri de țărani bretoni, inspirat de peisajele naturale și tradițiile locale. În această perioadă, pictorul caută, înainte de toate, armonia formelor și culorilor. El a fost cel mai bun om din viata lui, care a făcut multe pentru asta.
În anul 1895 acceptă invitația prietenului său, Jan Verkade, să viziteze mănăstirea benedictină din Beuron, în Germania. Călugării-artiști din mănăstire lucrau după principiul conform căruia legile creației artistice sunt de origine divină, ascunse misterios în natură, fiind accesibile doar artiștilor care posedă simțul proporțiilor și al armoniei formelor. Această convingere a Școlii de la Beuron l-a entuziasmat și, întors la Paris, a încarcat să-și convingă prietenii asupra noutății și semnificației acestor principii, în raționamentul său teologia fiind reunită cu reflexia artistică, fără a înregistra însă vreun succes deosebit cu noile sale teorii. Artistul trăiește într-o izolare din ce în ce mai mare, creația lui capătă trăsături mistice. Începând cu anul 1908 predă cu regularitate la Academia fondată la Paris de către Paul Ranson, fost membru al grupării "Nabis". Este preocupat tot mai mult de problemele teoretice ale picturii și, în 1921, publică "ABC de la peinture", un scurt tratat în care dezvoltă teoria curbelor și a formelor simple, a obținerii culorilor atenuate prin adăugarea nuanțelor cenușii.
Sérusier moare în ziua de 7 octombrie 1927 la Morlaix.

## Galerie

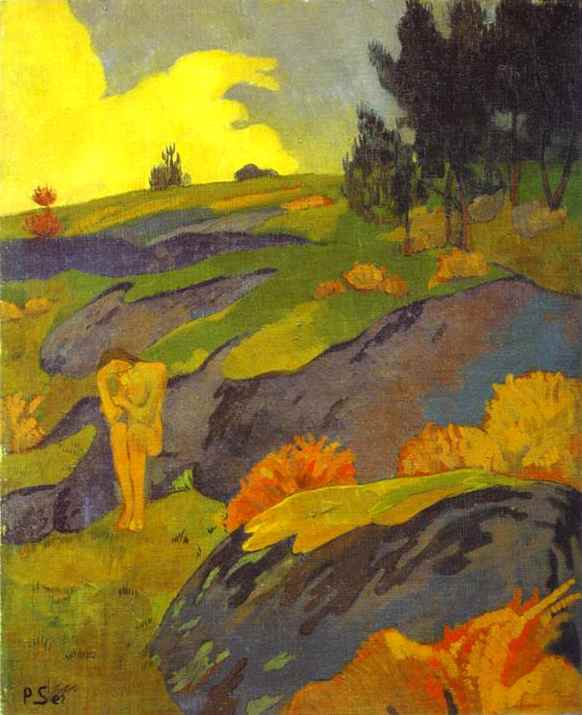
Eva Bretonă sau Melancolie, 1891
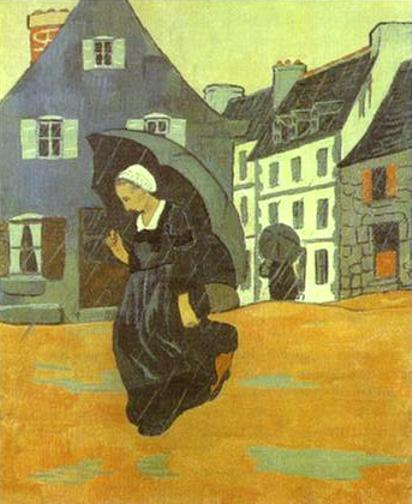
Aversă de ploaie, 1893
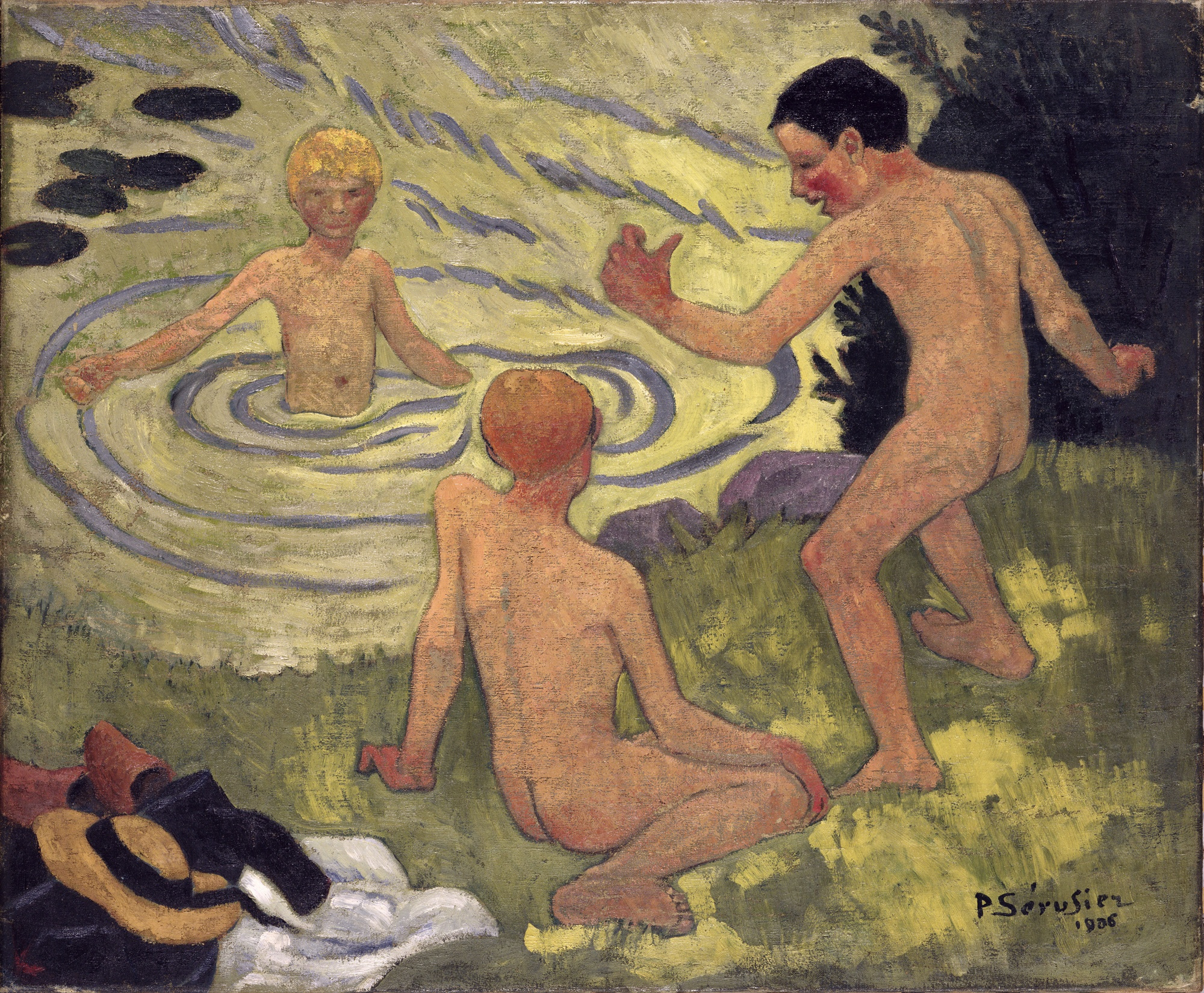
Copii la malul unui râu, 1906
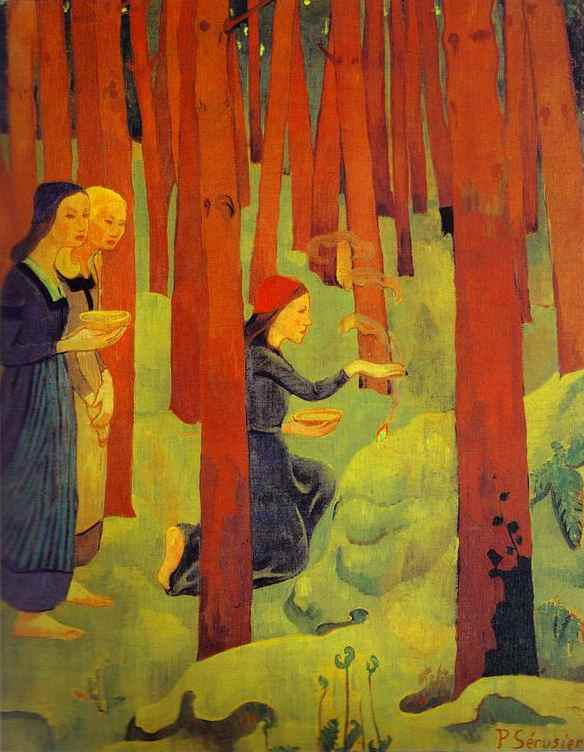
Incantaţie sau Pădurea fermecată, 1914